# Niouc-Brücke
Die Niouc-Brücke, französisch Pont de Niouc oder Pont de l'Araignée (deutsch Spinnenbrücke), überquert den Fluss Navisence zwischen dem Weiler Niouc (Saint-Luc VS) und dem Dorf Vercorin im Kanton Wallis, Schweiz.
Die Niouc-Brücke wurde zum Zweck der Wasserversorgung der Ortschaft Briey (Gemeinde Chalais VS) gebaut und besteht aus einer Wasserleitung und einer Fussgängerbrücke. Die Höhe der Hängebrücke beträgt 190 m, die Spannweite 200 m oder 220 m. Sie befindet sich in einer felsigen Schlucht auf circa 880 bis 900 m ü. M. Die Niouc-Brücke war zwischen 1922 und 1929 die höchste Brücke der Welt und war bis Sommer 2017 die höchste Brücke der Schweiz.

## Geschichte
Im Jahr 1996 wurde die Brücke saniert und renoviert. Zuvor war sie über Jahre für die Öffentlichkeit geschlossen, da der aus Holz gebaute Boden der Brücke morsch und die Metallteile rostig geworden waren.

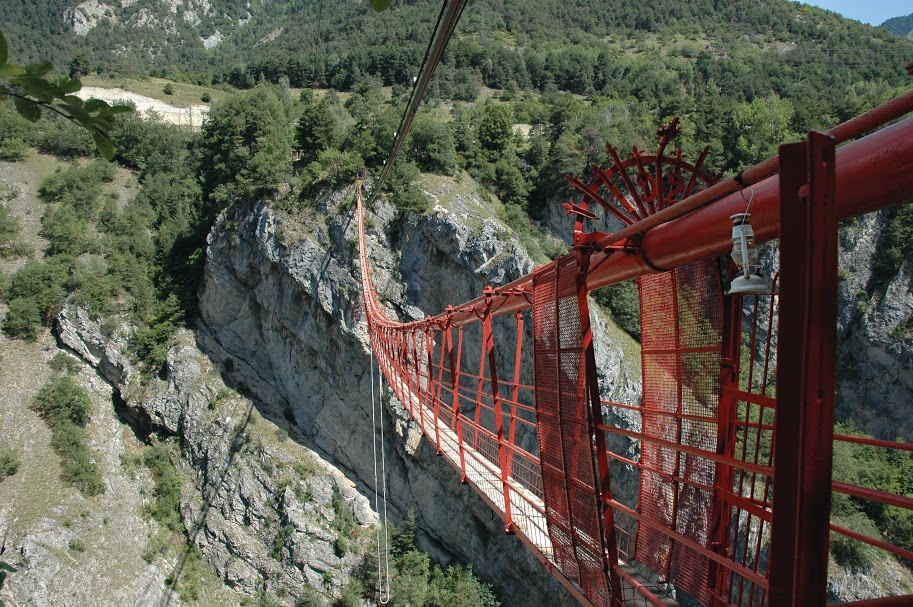
Niouc-Brücke (Talseite Vercorin)

## Varia
In den Sommermonaten wird auf der Niouc-Brücke Bungeespringen angeboten. Die Brücke wird wegen ihrer Struktur, dem Netzwerk von Metallkabeln, auch als Pont de l'Araignée „Spinnenbrücke“ bezeichnet. An eine Felswand neben der Brücke wurde vom Künstler Berthod eine riesige Spinne gemalt.